# Frecuencia extremadamente baja
| Frecuencia extremadamente baja (ELF)                                      |
| ------------------------------------------------------------------------- |
| Ciclos por segundo: 3 Hz a 30 Hz Longitud de onda: 100.000 km a 10.000 km |

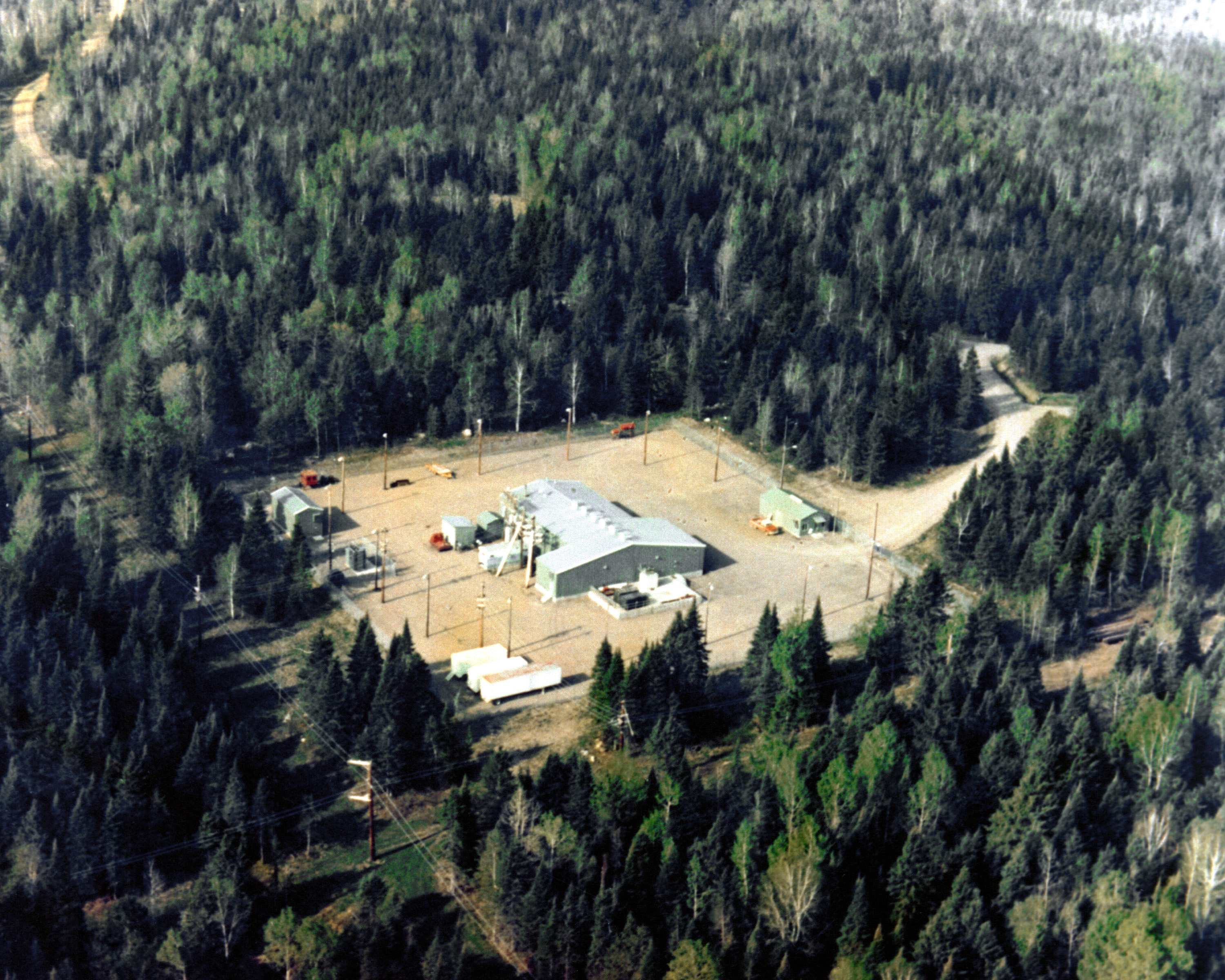
Vista aérea, 1982, lago Clam, Wisconsin ELF.

La frecuencia extremadamente baja (o ELF, acrónimo del inglés: Extremely Low Frequency) es la banda de radiofrecuencias comprendida entre los 3 y los 30 hercios, usada en el pasado por la Armada de Estados Unidos y la Armada Soviética (y actualmente por su sucesora, la Armada Rusa) para la comunicación con submarinos sumergidos a gran profundidad y otras clases de naves.

## Características
Debido a la conductividad eléctrica del agua del mar, los submarinos se encuentran aislados de la mayoría de las comunicaciones electromagnéticas; las señales en el rango de frecuencias ELF, sin embargo, pueden penetrar a mucha más profundidad. Son dos los factores que limitan la utilidad de los canales de comunicaciones ELF: la baja tasa de transmisión de datos (de sólo unos pocos caracteres por minuto) y, en menor grado, su naturaleza unidireccional debido a lo poco práctico que resultaría instalar un transmisor del tamaño requerido en un submarino (los transmisores necesitan tener un tamaño enorme para que los usuarios puedan llevar a cabo una comunicación con éxito). En general, las señales de ELF se usaban para ordenar a los submarinos a que se elevaran a un nivel poco profundo para que pudieran recibir información de alguna otra forma.

## Dificultades de las comunicaciones con frecuencias extremadamente bajas
Una de las dificultades que se presentan cuando se transmite en el rango de ELF es el tamaño de la antena. Las antenas deben tener un tamaño aproximado a la mitad de la longitud de onda con la que operan. Para las frecuencias en la banda ELF, entre los 30 y los 300 Hz, las longitudes de onda equivalentes en el vacío son del orden de los 100.000 y 10.000 kilómetros respectivamente. En comparación, el diámetro de la Tierra varía entre los 12.715 km (de polo a polo) y los 12.756 km (ecuatorial). Debido a este requisito de tamaño, para transmitir a escala internacional usando frecuencias de ELF, la Tierra en sí misma se debería usar como una antena.
Sin embargo, existen otras formas de construir estaciones de radio con tamaños más reducidos gracias al alargamiento eléctrico. Estados Unidos mantenía, hasta su desmantelamiento a principios de septiembre de 2004, dos emplazamientos: uno en el Bosque Nacional de Chequamegon-Nicolet (Wisconsin) y otro en el Bosque Estatal del Río Escanaba (Míchigan). Allí se empleaban líneas de transmisión eléctricas a modo de dipolos terrestres. Estas líneas estaban colocadas en varias series de entre 22,5 y 45 km de longitud. Debido a la ineficiencia de este método, se necesitaba una gran cantidad de energía eléctrica para que el sistema pudiera funcionar.

## Ondas naturales de frecuencia extremadamente baja
La Tierra presenta ondas de frecuencia extremadamente baja de forma natural debido a la resonancia de la región comprendida entre la ionósfera y la superficie. Se inician con los rayos, que hacen oscilar los electrones de la atmósfera. El modo fundamental de la cavidad de la ionosfera terrestre tiene una longitud de onda igual a la circunferencia de la Tierra, que da como resultado una frecuencia de resonancia de 7,8 hercios. Esta frecuencia y otros modos resonantes más altos de 14, 20, 26 y 32 hercios aparecen como picos en el espectro ELF; este fenómeno se denomina resonancia de Schumann.
También se las ha tentativamente identificado con la luna de Saturno, Titán. La superficie de Titán se cree que es un mal reflector de las ondas ELF, por lo que pueden estar reflejándose en el límite de hielo líquido de un océano subsuperficial de agua y amoníaco, predicho por algunos modelos teóricos. La ionósfera de Titán es también más compleja que la de la Tierra, con la ionosfera principal a una altitud de 1200 km, pero con una capa adicional de partículas cargadas en 63 km. Esta divide la atmósfera de Titán, hasta cierto punto en dos cámaras separadas de resonancia. La fuente natural de ondas ELF en Titán no está clara, ya que no parece ser extensa actividad de rayos. 
Por último, una potencia de salida de radiación ELF equivalente a 100.000 veces la potencia del Sol en luz visible puede ser irradiada por magnetares. El  púlsar en la Nebulosa del Cangrejo irradia potencias de este orden en la frecuencia de 30 hercios Archivado el 4 de mayo de 2011 en Wayback Machine.. La radiación de esta frecuencia es inferior a la frecuencia de plasma del medio interestelar, por lo que este medio es opaco a la misma, y no puede ser observado desde la Tierra.

## Patentes
- Tanner, R. L., Patente USPTO n.º 3215937, "Extremely low-frequency antenna". 1965.
- Hansell, Clarence W., Patente USPTO n.º 2389432, "Communication system by pulses through the Earth".
- Altshuler, Patente USPTO n.º 4051479, ELF vertical dipole antenna suspended from aircraft

### Información general
- Non-ionizing radiation, Part 1: Static and Extremely Low-Frequency (ELF) Electric and Magnetic Fields (2002)] by the IARC. (Non-Ionizing Radiation)